# ロッカライーノラ
ロッカライーノラ（イタリア語: Roccarainola）は、イタリア共和国カンパニア州ナポリ県にある、人口約7,000人の基礎自治体（コムーネ）。

## 地理

### 位置・広がり
ナポリ県北東部のコムーネ。県都ナポリから東北東へ28kmの距離にある。

#### 隣接コムーネ
隣接するコムーネは以下の通り。括弧内のCEはカゼルタ県、BNはベネヴェント県、AVはアヴェッリーノ県所属を示す。
- アリエンツォ (CE)
- アルパーイア (BN)
- アヴェッラ (AV)
- チェルヴィナーラ (AV)
- チッチャーノ
- フォルキア (BN)
- ノーラ
- パオリージ (BN)
- ロトンディ (AV)
- サン・フェリーチェ・ア・カンチェッロ (CE)
- トゥフィーノ

## 行政

### 分離集落
ロッカライーノラには、以下の分離集落（フラツィオーネ）がある。
- Gargani, Piazza, Sasso, Rione Fellino, Polvica